# Groter-Friesland

Fries gebied in de vroege middeleeuwen, hier ten onrechte gelijkgesteld met het Koninkrijk Friesland, dat slechts een deel van het gebied besloeg

Groter-Friesland, doorgaans Groot-Friesland of ook wel Friesland in brede zin genoemd, is een andere benaming voor de historische regio Friesland, het Friese cultuurgebied in Nederland en Duitsland. Internationaal wordt er doorgaans een onderscheid gemaakt tussen de regio Friesland (Engels: Frisia, Duits: Friesland) en de provincie Friesland (Fries: Fryslân, Engels: Friesland, Duits: Westfriesland)). Tussen de verschillende regio's bestaat een samenwerkingsverband dat Fryske Rie of Interfriese Raad wordt genoemd.    

## Terminologie
De kunstterm Groter-Friesland is ontleend aan Magna Frisia, de vroeg-middeleeuwse Friese invloedssfeer tussen Zwin en Wezermonding, die soms ten onrechte wordt gelijkgesteld aan het Koninkrijk Friesland. Beide benamingen zijn niet historisch, in tegenstelling tot de term tota Frisia, waarmee sinds de 13e eeuw een aantal Friese Zeelanden tussen Zuiderzee en Wezer werd aangeduid. Deze term speelt vanaf 1590 een belangrijke rol in het werk van de historicus Ubbo Emmius. In tegenstelling tot de Friese gewesten tussen Vlie en Wezer 
De benaming Groot-Friesland (en de Latijnse vertaling Magna Frisia) duiken in de huidige betekenis vanaf 1910 op in historische publicaties. De term werd vooral populair door de geschriften van de taalactivist Douwe Kalma en diens medestanders. De contacten tussen de huidige provincie Friesland en de Duitse regio's Oost-Friesland en Noord-Friesland werden sinds 1925 geïntensiveerd op internationale Friezencongressen (Friesentagungen), die ook wel als Groot-Friesche congressen werden gekenschetst. Doorgaans spreekt men in dit verband over de Drie Frieslanden. Nadat de nazibeweging zich over deze Groot-Friese beweging ontfermde, raakte de bijbehorende terminologie omstreden. Historici reserveerden de term voor het vroegmiddeleeuwse cultuurgebied.
De term Groter-Friesland werd in 1954 geïntroduceerd door de Friese museumdirecteur Pieter Boeles, die daarmee afstand wilde nemen van het voor-oorlogse taalgebruik. In dit verband spreekt men sinds ongeveer 1960 vooral over interfriese contacten. De onderlinge samenwerking bestaat al sinds de jaren '20, maar is sinds 1999 geïnstitutionaliseerd in de Fryske Rie of 'Interfriese Raad' (Duits: Friesenrat).
De contacten tussen de Friese gewesten overlappen gedeeltelijk met die binnen het trilaterale Wadden Sea Forum en binnen het politieke samenwerkingsverband Eems Dollard Regio (EDR). Kritiek kwam sinds 2003 vooral van de Groep fan Auwerk, die streeft naar een autonome deelstaat Nieuw-Friesland binnen Europa, waarbinnen ook Groningen, Dithmarschen en de Elbemonding een plaats zouden moeten hebben.
Problematisch aan definities als Groter-Friesland (Friesland in brede zin) is de impliciete blik vanuit de provincie Friesland (Friesland in engere zin). De term regio Friesland is neutraler.

## Wisselende omvang
"Friesland in brede zin" is een gebied dat door de jaren sterk in omvang is veranderd. Zo werd in de Lex Frisionum uit het begin van de negende eeuw gesproken over Friezen die leefden tussen Sincfal (de latere Westerschelde) en de Wezer, inclusief Utrecht en Dorestad. Na de middeleeuwen werd de benaming 'Fries' in Nederland steeds meer beperkt tot de bewoners van het gebied tussen het Vlie en de Lauwers, dus de huidige provincie Friesland. Daarbij worden sinds het midden van de 20e eeuw ook de eilanden Terschelling (waar twee Friese dialecten worden gesproken) en Vlieland gerekend.
De regio West-Friesland, door de Sint-Luciavloed van 1287 geografisch definitief gescheiden van Friesland,  heeft wel vastgehouden aan de naam, maar niet aan een identiteitsbesef dat boven de grenzen van de eigen regio uitgrijpt. In het West-Friese dialect zijn nog wel Friese relicten te vinden. De Groninger Ommelanden (ook wel Oosterlauwers Friesland genoemd) betitelden zichzelf tot het einde van de 16e eeuw als Klein-Friesland, maar in de 17e en 18e eeuw ging men in het gewest Stad en Lande eerder de nadruk leggen op de verschillen met de buurprovincie. Dit had vermoedelijk niet alleen te maken met de politieke en economische dominantie van de Stad Groningen, maar tevens met de rivaliteit tussen Groningse en Friese (c.q. Friestalige) elites. Ook in het Groningerland zijn overigens Friese relicten in het Nedersaksische dialect bewaard gebleven.
In de Duitse deelstaat Nedersaksen noemt de bevolking van Oost-Friesland zich doorgaans Oost-Fries of Fries (Freesk), hoewel de voertaal hier - net als in Groningen - sinds het einde van de middeleeuwen Nedersaksisch is. De Friese identiteit werkt ook door in buurdistricten als het Jeverland, de Friesische Wehde, Butjadingen en het Land Wursten (waar de Friese taal in de 17e eeuw verdween). Het Saterland vormt een Friestalige (en katholieke) enclave in het Oldenburger Münsterland, die in de middeleeuwen vanuit Oost-Friesland werd gekoloniseerd. Omdat dit gebied lange tijd vrij geïsoleerd was, kon het oorspronkelijke Oostfries zich hiier min of meer handhaven.
In Sleeswijk-Holstein (tot 1864 Deens) bleef het Friese identiteitsbesef aanvankelijk beperkt tot Friestalige streken ten noorden van de Eider, waar sterk van elkaar verschillende Friese dialecten werden gesproken. Vanaf het midden van de 19e eeuw eeuw ontstond hier een versterkt identiteitsbesef, dat ook het Nedersaksisch sprekende Eiderstedt en de omgeving van Husum, na 1890 tevens Helgoland omvatte.

## Acht regio's
Tegenwoordig bestaat het oorspronkelijk Friese gebied uit acht afzonderlijke regio's:
1. West-Friesland, regio in Noord-Holland
2. Westerlauwers Friesland, tussen Vlie en Lauwers (de Nederlandse provincie Friesland)
3. Ommelanden en Oldambt (de Nederlandse provincie Groningen)
4. Oost-Friesland, tussen Eems en Wezer, inclusief de Landkreise Friesland (Jever en Varel) en Wesermarsch (Butjadingen en Stadland)
5. Land Wursten in de Landkreis Cuxhaven aan de Wezermonding
6. Saterland in de Landkreis Cloppenburg
7. Helgoland, een eiland voor de Elbemonding
8. Noord-Friesland, in Sleeswijk-Holstein

Daarvan rekenen West-Friesland, Groningen en de Wesermarsch zich doorgaans niet meer tot het Friese gebied, hoewel de verbondenheid daarmee wel geregeld wordt uitgesproken.